# Lanc-patuá
Lanc-patuá é uma língua crioula falada no estado do Amapá no Brasil, principalmente nos arredores da capital Macapá. É um crioulo baseado lexicalmente no francês, falado por imigrantes (do Caribe ou da Guiana Francesa), e principalmente ameríndios instalados perto da Guiana Francesa e por seus descendentes. Apresenta algumas influências do português no seu vocabulário e na sua fonologia contudo sua gramática é claramente similar à dos falares crioulos caribenhos de base lexical francesa.
O lanc-patuá é derivado do crioulo karipúna falado por ameríndios. A língua de substrato do crioulo karipúna foi a extinta língua (aruaque) karipúna. O nome vem do Francês Langue Patois, ou seja, simplesmente língua dialetal. É uma variedade do Crioulo da Guiana Francesa. 